# Janggi
Janggi er et strategisk brætspil for to personer, der er mest populært i Korea og har en del lighedspunkter med skak og derfor også kaldes koreansk skak. Spillet er opstået som en variant af det kinesiske spil xiangqi - de to spil har samme brikker, ( Traditionelt er xiangqibrikker dog runde og lige store mens janggibrikker er ottekantede og forskellige af størrelse ) næsten samme bræt, næsten samme startopstilling og næsten samme regler for brikkernes bevægelse, så man kan spille xiangqi hvis man har et janggi-sæt eller omvendt.

## Varianter
- Gwangsanghui (廣象戱, 광상희)
- Sanjangjanggi (三將象棋, 산장장기)
- Da-in-yongjanggi (다인용장기)
- Kkomajanggi (꼬마장기)
- Dongtakjanggi (동탁장기)
- Eopgijanggi (업기장기)
- Gungjanggi (궁장기)
- Tapjanggi (탑장기)

| Spil | Spire Denne artikel om spil eller lege er en spire som bør udbygges. Du er velkommen til at hjælpe Wikipedia ved at udvide den. |